# قلعه طبس مسینا
قلعه طبس مسینا در شهرستان درمیان واقع شده است. با توجه به پلان مدور قلعه احتمال می‌رود این اثر متعلق به قبل از اسلام باشد که در دوره اسلامی نیز مورد بهره‌برداری قرارگرفته است. این مکان در تاریخ ۲۴ فروردین ۱۳۸۲ با شمارهٔ ثبت ۸۲۸۰ به عنوان یکی از آثار ملی ایران به ثبت رسیده است.

## معماری قلعه طبس مسینا
این قلعه که در حاشیه شرقی شهر طبس مسینا واقع شده دارای پلان دایره ای شکل می‌باشد. قلعه طبس مسینا دارای حصار بزرگ و برجهای متعدد است که در حال حاضر فقط ۱۵ برج آن قابل رویت است. برج بزرگ آن حدود ۱۱ متر ارتفاع و حدود ۱۵ متر قطر دارد. در سطح خارجی این برج تعداد زیادی روزنه دیده‌بانی و تیرکش وجود دارد با توجه به پلان مدور قلعه احتمال می‌رود مربوط به دوران پیش از اسلام باشد. دور تا دور این بنای عظیم خشت و گلی، خندقی برای دفاع از اهالی ساکن در قلعه حفر گردیده است.
فضای داخلی قلعه به دلیل ساخت و سازهای متوالی دچار تخریب و آشفتگی است. در داخل قلعه اماکن عمومی مانند مسجد و آب انبار و… برای ساکنین تعبیه شده است که قدمت مسجد آن دوره پیش از اسلام می‌باشد و احتمالاً نیایشگاه بوده است. این مسجد شامل شبستان ستوندار با چهار ستون است که از لحاظ نقشه بسیار دقیق در جای خود قرار گرفته‌اند.
ورود به داخل مسجد از طریق سردری با طاق جناقی امکان‌پذیر است. در دو طرف سردر ورودی دو طاق نما قرار دارد که برای استراحت و نشستن افراد دارای سکوهایی به ارتفاع حدود پنجاه سانتیمتر است و این دو طاق نما نیز دارای طاق جناقی است.
پس از سردر ورودی مستقیماً فضای شبستان قرار دارد. شبستان فضایی است با چهار ستون قطور و حد فاصل ستون‌ها بوسیله تویزه و سپس گنبدهای چهار ترک پوشیده شده به گونه ای که در این فضا نه گنبد قرار گرفته است.
درست مقابل سردر ورودی محراب بنا قرار دارد که تزئینات جالب توجهی دارد، تزئینات مقرنس گچی با حاشیه تزئینی مارپیچی از جمله تزئینات محراب است. بنای مسجد متعلق به دوره قاجار است.
عمده‌ترین مصالح بکار رفته در قلعه خشت و گل است و از وجود تزئینات در بنا با توجه به آسیبها و تخریبهایی که در قلعه صورت گرفته اثری وجود ندارد. طبس مسینا شهری است بسیارکهن و تاریخی که در اکثر متون جغرافیایی قرون اولیه اسلام، نام آن ذکرشده است.

## نحوه دسترسی به قلعه طبس مسینا
این بنا در جاده بیرجند-اسدیه واقع شده و طبس مسینا در فاصله ۲۰ کیلومتری شرق اسدیه قرار دارد.